# Enrique Irazoqui
Enrique Irazoqui (ur. 5 lipca 1944 w Barcelonie, zm. 16 września 2020) – hiszpański aktor.
Najbardziej znaną rolą Enrique Irazoqui była rola Jezusa Chrystusa w filmie Ewangelia według świętego Mateusza z 1964 roku w reżyserii znanego włoskiego reżysera Piera Paolo Pasoliniego. Miał dziewiętnaście lat, kiedy zagrał główną rolę w filmie Pasoliniego i od tamtej pory zagrał tylko kilka ról na ekranie.
Irazoqui był synem hiszpańskiego ojca i włoskiej matki. Otrzymał honorowe obywatelstwo miasta Matera we Włoszech w 2011 roku.
W 2002 roku był arbitrem podczas meczu szachowego Brains in Bahrain pomiędzy mistrzem świata Władimirem Kramnikiem a programem komputerowym Deep Fritz, który zakończył się remisem. 